# Mothers Club
Il Mothers è stato uno storico club musicale inglese, attivo dal 9 agosto 1968 al 3 gennaio 1971, nel quale si è esibito un gran numero di gruppi esordienti o già affermati.

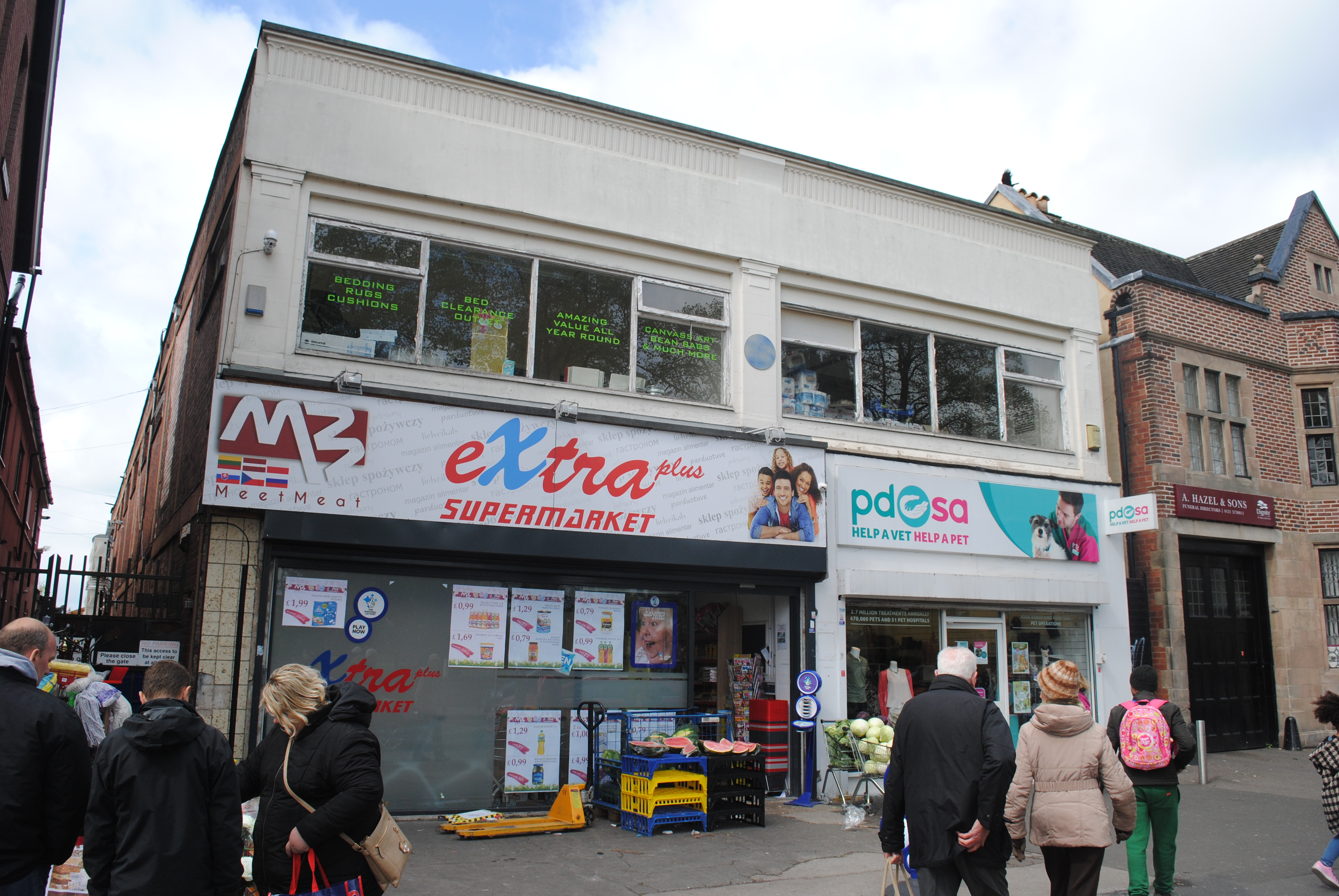
L’edificio del Mothers nel 2019

## Storia
Il Mothers era situato a Erdington, Birmingham, e occupava il primo piano di uno stabile che ospitava al piano terra un negozio di mobili. Originariamente era stato aperto nel 1963 con il nome di ‘Carlton Ballroom’ e aveva notevolmente contribuito alla fioritura della scena musicale ‘Brumbeat’ delle Midlands, ospitando formazioni che sarebbero diventate celebri: The Move, The Moody Blues, The Way of Life che aveva come batterista John Bonham, lo Spencer Davis Group. Dopo cinque anni, considerati i successivi mutamenti nel panorama underground di Birmingham, i quattro soci decisero di rivitalizzare il club cambiandogli il nome, e uno di essi suggerì quello di un locale che si intravedeva nella sequenza di un film con Ronald Reagan e Paul Newman. Così nell’aprile del 1968 il club fu ribattezzato Mothers. La sala, che poteva accogliere fino a 400 spettatori (ma spesso si sorpassava il numero massimo; i Canned Heat attirarono 1 200 persone), aprì i battenti ad agosto e per il Mothers transitarono centinaia di artisti e di gruppi rock, e per non pochi di loro l’esperienza costituì il trampolino di lancio. Fra i più noti, suonarono al Mothers Led Zeppelin, Fleetwood Mac, Black Sabbath, Deep Purple, Genesis, Family, Jethro Tull, King Crimson, Keef Hartley, Grateful Dead, Cream, The Faces, Free, Canned Heat, Joe Cocker, Elton John, Muddy Waters, Arthur Brown, Taste, Edgar Broughton Band, Traffic, Roy Harper, Blodwyn Pig, Strawbs, Steppenwolf, Colosseum, Tyrannosaurus Rex, Fairport Convention, Nice, Alvin Lee.
Il Mothers è ricordato anche per eventi che andavano al di là delle semplici esibizioni musicali: il 27 aprile 1969 i Pink Floyd registrarono alcuni brani del doppio Ummagumma, i Canned Heat riportarono il nome del locale nelle note di copertina di un loro disco, gli Who proposero lì la loro opera rock Tommy. Per queste presenze significative e per gli spettacoli che vi si svolsero, il Mothers, oltre a rappresentare una tappa importante, e non solo per musicisti britannici, nel 1969 venne considerato il miglior locale al mondo in cui poter ascoltare musica dal vivo, tanto da meritare una Targa blu scoperta il 13 luglio 2013 durante una cerimonia celebrativa.